# Libanesischer Elite Cup 2000
Der Libanesische Elite Cup 2000 war die fünfte Austragung des Fußballturniers. Die vier besten Mannschaften aus der libanesischen Premier League und die beiden Pokalfinalisten nahmen teil. Titelverteidiger war der Homenmen Beirut. Al-Ansar hat sich mit einem 1:0-Sieg im Finale gegen Tadamon Sur Club zum zweiten Mal den Titel gesichert.

## Qualifizierte Mannschaften
| Verein                | Platzierung der Saison 1999/2000 |
| --------------------- | -------------------------------- |
| Nejmeh Club           | Erster                           |
| al-Ansar              | Zweiter                          |
| al-Akhaa al-Ahli Aley | Dritter                          |
| Tadamon Sur Club      | Vierter                          |
| Safa SC Beirut        | Fünfter & Pokalfinalist          |
| Shabab al-Sahel       | Neunter & Pokalsieger            |

## Gruppenphase

### Gruppe A
| Pl. | Verein                | Sp. | S | U | N | Tore    | Diff. | Punkte |
| --- | --------------------- | --- | - | - | - | ------- | ----- | ------ |
| 1.  | al-Ansar              | 2   | 1 | 1 | 0 | 003:100 | +2    | 04     |
| 2.  | al-Akhaa al-Ahli Aley | 2   | 1 | 0 | 1 | 006:700 | −1    | 03     |
| 3.  | Safa SC Beirut        | 2   | 0 | 1 | 1 | 004:500 | −1    | 01     |

| Datum             |                | Ergebnis |                       |
| ----------------- | -------------- | -------- | --------------------- |
| Do, 9. Nov. 2000  | al-Ansar       | 3:1      | al-Akhaa al-Ahli Aley |
| Sa, 11. Nov. 2000 | al-Ansar       | 0:0      | Safa SC Beirut        |
| Mo, 13. Nov. 2000 | Safa SC Beirut | 4:5      | al-Akhaa al-Ahli Aley |

### Gruppe B
| Pl. | Verein           | Sp. | S | U | N | Tore    | Diff. | Punkte |
| --- | ---------------- | --- | - | - | - | ------- | ----- | ------ |
| 1.  | Tadamon Sur Club | 2   | 2 | 0 | 0 | 004:000 | +4    | 06     |
| 2.  | Nejmeh Club      | 2   | 1 | 0 | 1 | 001:100 | ±0    | 03     |
| 3.  | Shabab al-Sahel  | 2   | 0 | 0 | 2 | 000:400 | −4    | 0      |

| Datum             |                 | Ergebnis |                  |
| ----------------- | --------------- | -------- | ---------------- |
| Fr, 10. Nov. 2000 | Nejmeh Club     | 0:1      | Tadamon Sur Club |
| So, 12. Nov. 2000 | Nejmeh Club     | 1:0      | Shabab al-Sahel  |
| Di, 14. Nov. 2000 | Shabab al-Sahel | 0:3      | Tadamon Sur Club |

## Finalrunde
|  | Halbfinale | Halbfinale            | Halbfinale |  |  | Finale | Finale           | Finale |
|  |            |                       |            |  |  |        |                  |        |
|  |            |                       |            |  |  |        |                  |        |
|  | A1         | al-Ansar              | 13 (5)E    |  |  |        |                  |        |
|  | B2         | Nejmeh Club           | 3 (3)      |  |  |        |                  |        |
|  |            |                       |            |  |  | A1     | al-Ansar         | 1      |
|  |            |                       |            |  |  | B1     | Tadamon Sur Club | 0      |
|  | A2         | al-Akhaa al-Ahli Aley | 1          |  |  |        |                  |        |
|  | B1         | Tadamon Sur Club      | 2          |  |  |        |                  |        |
|  |            |                       |            |  |  |        |                  |        |

E Sieg im Elfmeterschießen

### Halbfinale
| Datum             |                  | Ergebnis              |                       |
| ----------------- | ---------------- | --------------------- | --------------------- |
| Do, 16. Nov. 2000 | al-Ansar         | 3:3 n. V. (5:3 i. E.) | Nejmeh Club           |
| Fr, 17. Nov. 2000 | Tadamon Sur Club | 2:1                   | al-Akhaa al-Ahli Aley |

### Finale
| Datum             |          | Ergebnis  |                  |
| ----------------- | -------- | --------- | ---------------- |
| So, 19. Nov. 2000 | al-Ansar | 1:0 (1:0) | Tadamon Sur Club |